# Nexus 6
Nexus 6 是一款Google在2014年推出的由摩托罗拉移动代工的智慧型手機，并与Nexus9一道成为搭载Android 5.0 Lollipop 作業系統的首发设备。

## 发布
Nexus 6 于2014年10月15日发布，并于2014年10月29日开始预售，11月起正式交货。32GB售价649美元，64GB售价699美元。在美国可通过Google Play、摩托罗拉、百思买、T-Mobile、AT&T、Sprint、Cellular、Verizon等渠道购买。
2015年1月26日，摩托罗拉移动（现为联想集团子公司）在中国发布了以Nexus 6为原型制造的Moto X Pro，与Nexus 6外观不同的是去掉了背壳的“Nexus”标志。系统与Nexus 6 相同，但是Google服务被移除并用联想自家应用程序替代。另外，Nexus 6的Android版本最高可升级至Android Nougat(7.1.1)，而Moto X Pro却最高只能升级到Android Lollipop（5.0.1）。

## 配置

### 硬體
Nexus 6 搭載的是高通驍龍 805 四核 2.7GHz 處理器，配置一块 5.96 英寸 2560x1440 解析度 (493 ppi) 顯示螢幕，拥有 3GB 記憶體和 32GB/64GB 內置儲存空間，提供一顆1300万畫素帶光學防手震和能以30fps拍摄4K影片功能的後置攝像頭，以及一顆200万畫素前置攝像頭。
像它的前任一樣，Nexus 6不支援MicroSD卡和可更換的電池。

### 軟體
Nexus 6运行Android Lollipop(5.0)。目前Nexus 6可升級至Android Nougat(7.1.1)。
Nexus 6將成為支援T-Mobile公司的Wi-Fi呼叫的第一個Nexus裝置。在2015年初，Wi-Fi呼叫功能將與空中更新功能一同到來。

### 設計
機身顏色包括：
| 名稱 | 英語          | 備註       |
| ---- | ------------- | ---------- |
|      | Midnight Blue | 正面為黑色 |
|      | Cloud White   | 正面為黑色 |

## 参看
- Moto X
- Nexus 9

## 外部連結
- Nexus 6官方網站(谷歌)（页面存档备份，存于）（英文）
- Nexus 6官方網站(摩托罗拉)（英文）
- Nexus 6教程集合页面（页面存档备份，存于）